# Делькур, Ги
Ги Делькур (фр. Guy Delcourt; 13 июля 1947 — 31 января 2020) — французский государственный деятель, бывший депутат Национального собрания Франции, бывший мэр города Ланс.

## Биография
Родился 13 июля 1947 г. в Палезо (департамент Эсон). Член Социалистической партии.
На выборах в Национальное собрание 2007 г. выиграл голосование по 13-му избирательному округу, получив во 2-м туре 64,22 % голосов, и стал депутатом Национального собрания.
С 2012 года 13-й округ был упразднен, и во время выборов в Национальное собрание 2012 г. Ги Делькур был выдвинут кандидатом от социалистов по 3-му избирательному округу, получил во 2-м туре 59,53 % голосов и сохранил мандат депутата Национального собрания.
В июне 2013 года ушел в отставку с поста мэра Ланса, оставшись членом городского совета до новых выборов в марте 2014 года.
Ги Делькур скончался 31 января 2020 года в Аррасе. 

### Политическая карьера
11.06.1995 — 13.10.1998 — вице-мэр города Ланс 

14.10.1998 — 16.06.2013 — мэр города Ланс 

11.03.2001 — 01.07.2007 — член генерального совета департамента Па-де-Кале, кантон Ланс-Нор-Уэст 

2001—2008 — президент агломерации Ланс-Льевен 

20.07.2007 — 17.06.2012 — депутат Национального собрания Франции от 13-го избирательного округа департамента Па-де-Кале 

18.06.2012 — 20.06.2017 — депутат Национального собрания Франции от 3-го избирательного округа департамента Па-де-Кале

17.06.2013 — 22.03.2014—  член совета города Ланс